# ISO/CEI 18000
ISO/CEI 22000 est une norme internationale qui décrit une série de technologies RFID, chacune associée à une plage de fréquence unique.
ISO/CEI 18000 contient différents volets (nommé Part) sous l'intitulé général Information technology — Radio frequency identification for item management (Technologie de l'information - identification par radio-fréquence pour la gestion des objets) :
- Part 1: Reference architecture and definition of parameters to be standardized (architecture de référence et définition des paramètres strandardisés).
- Part 2: Parameters for air interface communications below 135 kHz (paramètres pour les communications par interface air en dessous de 135 kHz).
- Part 3: Parameters for air interface communications at 13,56 MHz (paramètres pour les communications par interface air à 13,56 MHz).
- Part 4: Parameters for air interface communications at 2,45 GHz (paramètres pour les communications par interface air à 2,45 GHz).
- Part 6: Parameters for air interface communications at 860 MHz to 960 MHz (paramètres pour les communications par interface air de 860 MHz à 960 MHz).
- Part 7: Parameters for active air interface communications at 433 MHz (paramètres pour les communications par interface air à 433 MHz).

Ces différents volets des standards ISO/CEI 18000 décrivent les communications par interface air à différentes fréquences radio. Les différentes parties de ISO/CEI 18000 sont développées par ISO/CEI JTC1 SC31 : « Automatic Data Capture Techniques » (techniques de capture de données automatiques).
Les méthodes de test de conformité pour les différentes parties de l'ISO/CEI 18000 sont définies dans les parties correspondantes de la norme ISO/CEI 18047. Les méthodes de test de performance sont définies par le standard ISO/CEI 18046.

### Sources et détail des standards
- (en) ISO
- (en) JTC1
- (en) ISO/IEC 18000-1:2008 Information technology -- Radio frequency identification for item management -- Part 1: Reference architecture and definition of parameters to be standardized
- (en) ISO/IEC 18000-2:2004 Information technology -- Radio frequency identification for item management -- Part 2: Parameters for air interface communications below 135 kHz
- (en) ISO/IEC 18000-3:2010 Information technology -- Radio frequency identification for item management -- Part 3: Parameters for air interface communications at 13,56 MHz
- (en) ISO/IEC 18000-4:2008 Information technology -- Radio frequency identification for item management -- Part 4: Parameters for air interface communications at 2,45 GHz
- (en) ISO/IEC 18000-6:2004 Information technology -- Radio frequency identification for item management -- Part 6: Parameters for air interface communications at 860 MHz to 960 MHz
- (en) ISO/IEC 18000-7:2008 Information technology -- Radio frequency identification for item management -- Part 7: Parameters for active air interface communications at 433 MHz
- (en) ISO/IEC 18046-1 Information technology -- Radio frequency identification device performance test methods -- Part 1: Test methods for system performance
- (en) ISO/IEC 18046-3:2007 Information technology -- Radio frequency identification device performance test methods -- Part 3: Test methods for tag performance
- (en) ISO/IEC TR 18047-2:2006 Information technology -- Radio frequency identification device conformance test methods -- Part 2: Test methods for air interface communications below 135 kHz
- (en) ISO/IEC TR 18047-3:2004 Information technology -- Radio frequency identification device conformance test methods -- Part 3: Test methods for air interface communications at 13,56 MHz
- (en) ISO/IEC TR 18047-4:2004 Information technology -- Radio frequency identification device conformance test methods -- Part 4: Test methods for air interface communications at 2,45 GHz
- (en) ISO/IEC TR 18047-6:2008 Information technology -- Radio frequency identification device conformance test methods -- Part 6: Test methods for air interface communications at 860 MHz to 960 MHz
- (en) ISO/IEC TR 18047-7:2005 Information technology -- Radio frequency identification device conformance test methods -- Part 7: Test methods for active air interface communications at 433 MHz